# Isabel Galriça Neto
Isabel Maria Mousinho de Almeida Galriça Neto ComM (10 de Julho de 1961) é uma médica, autora e política portuguesa. Serviu como deputada à Assembleia da República, pelo CDS-PP, de 2009 a 2019. Tem sido uma das principais vozes em Portugal contra a despenalização do aborto e eutanásia.

## Biografia

### Vida profissional
É licenciada em Medicina pela Faculdade de Medicina da Universidade de Lisboa. Tirou o grau de especialista em Medicina Geral e Familiar em 1991, tornando-se Assistente Graduada de Medicina Geral Familiar em 1998. Em 1997, fundou a Equipa de Cuidados Continuados do Centro de Saúde de Odivelas. Mestrou Cuidados Paliativos e desde 2006 que é médica no Hospital da Luz, onde se tornou Coordenadora da Equipa de Cuidados Continuados e Paliativos.
Além da sua atividade como médica e coordenadora, Isabel é vogal na Comissão Oncológica do Hospital da Luz e membro do núcleo de Cuidados Paliativos do Centro de Bioética da Faculdade de Medicina da Universidade de Lisboa. Leciona Terapêutica Geral/Farmacologia e Cuidados Paliativos na Faculdade de Medicina da Universidade de Lisboa. Foi também Presidente da Associação Portuguesa de Cuidados Paliativos.

### Vida política
Pelo trabalho que desenvolveu ao longo da sua carreira na medicina e pela notoriedade que ganhou na campanha contra a despenalização do aborto em 2007, o então presidente do CDS-PP, Paulo Portas, convidou Isabel Galriça Neto a concorrer pelo partido às eleições legislativas de 2009. Desde então que é deputada à Assembleia da República, coordenando Grupos Parlamentares e desenvolvendo trabalho legislativo na área da medicina e da ciência. Galriça Neto é, igualmente, uma encarniçada opositora à eutanásia e ao suicídio assistido.

## Prémios e condecorações
- A 8 de março de 2004 foi feita Comendadora da Ordem do Mérito.

## Carreira Legislativa: 2009-2019
Foi eleita deputada pelo Centro Democrático Social - Partido Popular, sempre pelo Círculo Eleitoral do Lisboa. Em 2009, teve o seu primeiro exercício de deputada na XI Legislatura. Foi reeleita em 2011, na XII Legislatura, e depois, em 2015, na XIII Legislatura. Concorreu pelo mesmo círculo eleitoral para as eleições legislativas de 2019, mas não foi eleita.

### Comissões Parlamentares
Fez parte das Comissões Parlamentares de Educação e Ciência. Coordena o Grupo Parlamentar da Saúde, dos Grupos de Trabalho para o Acompanhamento da Problemática do VIH/Sida e Hepatites, e coordena também o Grupo Parlamentar do Acompanhamento das Doenças Oncológicas. Além desses, coordena os Grupos de Trabalho para a Qualidade e Segurança dos Tecidos e Células, para o Registo Oncológico Nacional e para Atos de Profissionais da Área da Saúde.

### Coautora
- Galriça Neto, Isabel (2004). A Dignidade e o Sentido da Vida. Uma Reflexão sobre a Nossa Existência. Portugal: Alêtheia Editores. ISBN 978-972-711-645-4

### Autora
- Galriça Neto, Isabel (2010). Cuidados Paliativos. Testemunhos. Portugal: Alêtheia Editores. ISBN 978-989-622-298-7
- Galriça Neto, Isabel (2016). Eutanásia? Cuidados Paliativos. Testemunhos. Portugal: Pergaminho. ISBN 978-989-622-815-6